# Waleń japoński
Waleń japoński (Eubalaena japonica) – gatunek ssaka z rodziny walowatych (Balaenidae).

## Taksonomia
Gatunek po raz pierwszy zgodnie z zasadami nazewnictwa binominalnego opisał w 1818 roku francuski przyrodnik Bernard Germain de Lacépède nadając mu nazwę Balœna japonica. Holotyp pochodził z Japonii; Lacépède swój opis oparł na podstawie kolorowej ryciny autorstwa japońskiego artysty. 
Autorzy Illustrated Checklist of the Mammals of the World uznają ten gatunek za monotypowy. 

### Etymologia
- Eubalaena: gr. ευ eu „ładny, piękny”; rodzaj Balaena Linnaeus, 1758 (wal)[16].
- japonica: Japonia (nowoczesna nazwa wywodzi się od portugalskiego zniekształcenia malajskiego Jepang i chińskiego Zeppen, które są lokalnymi wersjami japońskiego Nippon)[17].

## Zasięg występowania
Waleń japoński występuje w umiarkowanie zimnych wodach północnego Oceanu Spokojnego, od archipelagów Ogasawara i Riukiu na północ do Morza Żółtego, Morza Japońskiego, Morza Ochockiego, Morza Beringa i Zatoki Alaski; w okresie zimowym sporadycznie dociera do czubka Kalifornii Dolnej w Meksyku i na południe od wschodniego Oceanu Spokojnego. Z wyjątkiem ich północnych terenów na których występują podczas lata, w ciągu ostatnich 50 lat zanotowano tylko kilka obserwacji we wschodniej części Oceanu Spokojnego.

## Morfologia
Całkowita długość ciała może przekraczać 1700 cm; masa ciała przekraczająca około 80000 kg. Występuje dymorfizm płciowy – dorosłe samice są nieco większe od dorosłych samców. Z każdej strony górnej szczęki zwisa około 200–270 cienkich fiszbinów, każdy o długości około 300 cm.

## Ekologia
Podobnie jak inne fiszbinowce żywi się drobnymi skorupiakami. 

## Status zagrożenia i ochrona
W Czerwonej księdze gatunków zagrożonych Międzynarodowej Unii Ochrony Przyrody i Jej Zasobów został zaliczony do kategorii EN (ang. endangered „zagrożony”).
Był powszechnie spotykany do 1840 roku, jednak w wyniku późniejszych połowów został prawie całkowicie wytępiony. Obecnie prowadzone działania w celu odnalezienia jak największej ilości okazów kończyły się niepowodzeniem. 
Zagrożenie dla tych zwierząt stanowią nie tylko wielorybnicy, ale też statki handlowe pływające po północnym Pacyfiku, gdzie często dochodzi do kolizji z wielorybami.